# Miles Barron
|  | Aquest article tracta sobre l'entrenador del Barça. Si cerqueu el polític anglès i promotor de viatges àrtics, vegeu «John Barrow (1764-1848)». |

Miles Barron   (Waterhouses, 1871 - 1924), nom complet Miles Coverdale Stocks Barron, fou un entrenador de futbol anglès. Anteriorment fou conegut de forma incorrecta amb els noms "B. Barren" i "John Barrow".
Topògraf de professió, Barron havia servit com a secretari per a diversos clubs de futbol al nord-est de la seva Anglaterra natal, sobretot organitzant viatges per enfrontar-se a rivals europeus. El més notable d'aquests viatges europeus va ser amb el West Auckland Football Club, un equip amateur de carboners del Comtat de Durham, que va derrotar el club suís FC Winterthur el 1909 guanyant el trofeu Sir Thomas Lipton inaugural. Aquests esdeveniments van ser dramatitzats més tard a la pel·lícula de televisió de 1982, The World Cup: A Captain's Tale, amb Barron interpretat per Richard Griffiths. No obstant això, malgrat derrotar el conjunt italià Juventus FC dos anys més tard per tornar a guanyar la competició, el club va patir dificultats econòmiques i es va veure obligat a dissoldre's.
Aquests esdeveniments van cridar l'atenció del president del FC Barcelona Joan Gamper, qui convidà Barron a ser entrenador del Barcelona l'estiu de 1912. Barron també va tenir l'encàrrec de reunir una plantilla de jugadors britànics per posar a prova la seva força amb el Barcelona. L'equip, conegut com a West Auckland Wanderers, estava format per nombrosos membres de l'equip de West Auckland que havien guanyat els dos títols del trofeu Sir Thomas Lipton. Ambdós equips van jugar tres partits, el primer el dia de Nadal de 1912: un empat 3-3, en què els gols del Barcelona van ser marcats per dos jugadors britànics, Alex Steel i Frank Allack. El segon partit fou una derrota per 4-0 per al Barça, però en el partit final, jugat el 29 de desembre, Steel va marcar dos gols en una victòria per 2-0 del club català. Després d'això, Gamper va intentar convèncer Barron perquè continués com a entrenador del club, una oferta que Barron va declinar per tornar a la seva feina com a aparellador a Anglaterra. El seu lloc l'ocupà primer Jack Alderson i a continuació el jugador anglès Jack Greenwell, qui fora jugador del West Auckland i amic de Barron.
Fou el segon entrenador de la història del club, després de Billy Lambe, qui havia estat jugador-entrenador durant el 1912.
A nivell personal, Barron es va casar el 1893, i va passar a viure a St Helen Auckland. Barron no romandria en el futbol, i amb l'inici de la Primera Guerra Mundial el 1914, va ser oficial als Royal Engineers, servint a la campanya de Salònica, on va contreure la malària. La malaltia va afectar la major part de la seva vida posterior, i finalment va sucumbir-hi, morint als 52 anys el 1924.